# イチ・らぶ・キュウ
『イチ・らぶ・キュウ』は、遠山えまによる日本の4コマ漫画作品。アスキー・メディアワークス発行・角川グループパブリッシング発売の『電撃「マ）王』にて2008年3月号から2010年4月号まで連載された。単行本は全3巻。作者による初の青年向け漫画作品である。
またスピンオフ作品が2種類存在しており、「ゆとりスパイラル」が『電撃黒「マ）王』（発行：アスキー・メディアワークス、発売：角川グループパブリッシング）にてvolume3からvolume6まで掲載、「らぶきゅ〜」が後述の特設サイトにて2009年5月28日から12月24日まで連載された。なお、2作品とも全て単行本に収録されている。

## あらすじ
島育ちの少年タクマは高校に通うため東京に引っ越してくる。しかし、東京の男女比率は1：9に変貌していたのだった。純情すぎるタクマとアクティブな女の子達が繰り広げる青春4コマ漫画。

## 登場人物
宮部タクマ（みやべ タクマ）
主人公。乙雛高等学校2年A組所属。1月9日生まれ。一人称は｢僕｣。離島で祖母と二人で暮らしていたが、島に高校が無いためと自分の世界を広げるために東京に引っ越してきた。ひよ子の家で犬小屋に下宿している。3人目の男子のため、3号と呼ばれている。
テストで赤点を取り、10日間学校の地下室でニポポ人形を作り続けるなど、成績はあまり良くないらしい。男らしいきわみを｢師匠｣と呼び、憧れている。
庭野ひよ子（にわの ひよこ）
タクマのクラスメイト。3月3日生まれ。一人称は｢私｣。手芸部所属。学級委員。クールで凛々しく、大人っぽいが、実は可愛く萌える物が好きだったり、ウサギの大きなぬいぐるみを抱いて寝ているなど女の子らしい一面もある。実はショタ好きで、可愛い物を見ると鼻血を噴く。手芸部に所属しているが、手芸の腕は壊滅的。みふ子とは幼稚園から一緒の幼馴染で、1号とは小学校から一緒。理数系。
タクマに好意を抱いているらしく、ここみとタクマがイチャイチャしていた（様に見えた）ところを見て激怒したり、部活でタクマの人形（タクマは呪いの人形だと思っている）を大量に作って持ち歩いたりしている。
美府みふ子（みふ みふこ）
タクマのクラスメイト。2月22日生まれ。ネコ部所属。語尾に「みふ」が付く。男子を鞭で叩いたり踏んだりと奴隷の様に扱っているが、ネコ部の部長のためネコには優しく、エサをあげたりしている。「ネコネコ団」というネコの集団を作っている。ひよ子とは幼稚園から一緒の幼馴染。校長の娘。
桃花ここみ（ももか ここみ）
タクマのクラスメイト。4月4日生まれ。一人称は｢私｣。水泳部のマネージャー。美化委員。いつもウサギのぬいぐるみを持ち歩いており、学園一もてる美人だが、実は男である。
夕凪カズサ（ゆうなぎ かずさ）
タクマのクラスメイト。7月20日生まれ。水泳部所属。口下手なため、ジェスチャーでコミュニケーションを取る。クラスメイトも声を聞いたことが無いほどに無口で喋らないが、1度だけタクマにお礼を囁いたことがある。水泳部のエースで､水の中では美しいが、走るのは遅い。
菅原みやび（すがわら みやび）
乙雛高等学校2年B組所属。10月1日生まれ。一人称は｢私｣。頭の良い美少女で、控えめな性格だが、男に触れると酔っ払ってしまい、性格が変貌する。タクマのことが好きで、タクマを「タクマ様」と呼び、影からこっそり見つめたり、タクマの写真（女装姿）を持ち歩いたりしている。
只野きわみ（ただの きわみ）
乙雛高等学校2年B組所属。7月14日生まれ。一人称は｢オレ｣。男子なのに女の子にモテているのを見てタクマが弟子入りしたが､実はヒラヒラした制服が嫌いで男子の格好をしている女の子だった。
ド＝エース3世
乙雛高等学校2年A組所属。6月1日生まれ。一人称は｢わらわ｣。通称｢エス様｣。男女比が9:1のサドニック王国の姫君でドS。いつも鞭を携帯している。ひよ子に鞭を振るおうとするのを止めるため抱きついたタクマに惚れ、9番目の夫にしようとするも失敗。Mという字に反応する。
大野（おおの）
タクマのクラスメイト。一人称は｢オレ｣。1人目の男子のため1号と呼ばれている（本人は嫌がっている）。男らしい性格で、1:9の状況を覆そうと思っている。林間学校以来ここみに惚れている。ひよ子、みふ子とは小学校から一緒。
増田ふみたけ （ますだ ふみたけ）
タクマのクラスメイト。一人称は｢わたくし｣。2人目の男子のため2号と呼ばれている。女子に踏まれるのが大好きなドM。家は金持ちで、ふみえという美人の姉がいる。
校長先生
乙雛高等学校の校長。名前は明らかになっていない。みふ子の母で、ネコ部の猫であるタッツーを狙っている。男子を虫けらの様に扱い、鞭を振るうなど、みふ子の男子の扱い方のルーツはここにある。みふ子と同じく猫耳をつけている。
平成ゆとり（へいせい ゆとり）
乙雛高等学校中等部2年A組所属。1月8日生まれ。ひよ子が大好きで、様々な手でアタックしようとするも殆どが空振りに終わっている。プー子という豚のペットを連れ歩いている。小柄なためすぐに踏まれるが、ひよ子に踏まれるのが癖になっている。バスト50cm。
高峰りんり（たかみね りんり）
乙雛高等学校中等部2年C組所属。1月8日生まれ。風紀委員。校内の秩序を守る事を誇りとしており､その生真面目で高飛車な性格から友達が1人もいない。自称次期理事長。卑猥な発言や行動等を見ると｢18禁シール｣を貼る。いつもハムスターとメイドを連れている。バスト52cm。
犬
エス様が連れている色黒にメガネの男達。数少ない1割の女を守るために調教されている。｢ワン｣としか喋らない。
もなか
ひよ子の飼い犬で、タクマより地位が上。
プー子
ゆとりの飼っている豚で、｢プキー｣と鳴く。
タッツー
ネコ部の猫で、尻尾で立てる珍しい猫。校長に狙われており、タクマのお気に入り。

## 書誌情報
- 遠山えま『イチ・らぶ・キュウ』発行：アスキー・メディアワークス 発売：角川グループパブリッシング〈電撃コミックスEX〉、全3巻
  1. 2008年11月27日初版発行（同日発売）、ISBN 978-4-04-867443-0
  2. 2009年7月27日初版発行（同日発売）、ISBN 978-4-04-867962-6
  3. 2010年3月27日初版発行（同日発売）、ISBN 978-4-04-868557-3